# Ludwig Adolf Cohn
Ludwig Adolf Cohn (* 22. Mai 1834 in Breslau; † 13. Januar 1871 in Göttingen) war ein deutscher Historiker. Cohn war ab 1857 Privatdozent der Geschichte an der Universität Göttingen.

## Leben
Ludwig Adolf Cohn kam aus einer angesehenen jüdischen Kaufmannsfamilie aus Breslau. Der Bruder Wilhelm Cohn wurde Fabrikant und Abgeordneter in Charlottenburg.
Ludwig Adolph litt von Kindheit an unter Keuchhusten und Skrofulose, sowie einer Verkrümmung des Rückenwirbels, eine für sein ganzes Leben verhängnisvolle Missbildung des Körpers.
Auf Grund seiner geschwächten Konstitution erhielt er zunächst von seiner Mutter Hausunterricht.
Erst nach dem achten Lebensjahr besuchte er das Maria-Magdalenen-Gymnasium in Breslau unter dem Direktorat von Karl Gottlob Schönborn. Im Alter von 17 Jahren bestand Cohn das Abitur und begann im April 1851 ein Geschichtsstudium an der Albertina in Königsberg. Er besuchte Vorlesungen von Gustav Adolf Harald Stenzel, Richard Roepell, Julius Ambrosch sowie Heinrich Rückert und wurde Mitglied des historischen Seminars der Königsberger Universität.
1853 wechselte Cohn an die Berliner Universität, wo er vor allem Vorlesungen bei Leopold von Ranke, Georg Curtius und Carl Gustav Homeyer hörte und die Stiftung eines historischen Vereins anregte, dessen Vorsitz Wilhelm Wattenbach übernahm. Er unterhielt außerdem freundschaftliche Beziehungen zu Eduard Lasker.
Nach schwerem Nervenfieber und langsamer Genesung musste er nach Breslau zurückkehren, hatte aber während dieser Zeit Zutritt zu den Kollegien von Theodor Mommsen und Wilhelm Junkmann. Im Februar 1856 promovierte Cohn an der Breslauer Universität mit der Dissertation De rebus inter Henricum VI. imperatorem et Henricum Leonem actis. Pars prior zum Dr. phil. Das Thema seiner Doktorarbeit, das Zeitalter Heinrichs des Löwen, blieb seitdem der Hauptgegenstand seiner Studien und Kritiken.
Mit Unterstützung naher Verwandter wurde Cohn 1857, nach seinem Übertritt zum evangelischen Glauben, Privatdozent für Geschichte an der Göttinger Universität. Er verehrte den dort als Rechtshistoriker und Mediävisten lehrenden Georg Waitz und fand in der Universitätsbibliothek Göttingen ein reiches Forschungsfeld. Trotz seiner angeschlagenen Gesundheit lehrte er 26 Semester nur mit kurzen Unterbrechungen. Er gab Vorlesungen über die Befreiungskriege 1813–15, die Geschichte Europas, vor allem Frankreichs von 1789 bis 1815, das Zeitalter des Dreißigjährigen Krieges, besonders aber über Grundzüge der Urkundenlehre. Später hielt er außerdem Vorträge über historische Chronologie, Propädeutik und praktische diplomatische und paläographische Übungen. Ab 1866 nahm Cohn die Geschichte des preußischen Staates in seinen Unterrichtes auf. In einer sogenannten Historischen Sozietät erklärte er mittelalterliche Schriftsteller, so unter anderem Adam von Bremen und Lambert von Hersfeld.
Ludwig Adolf Cohn starb am 13. Januar 1871, im Alter von 36 Jahren, nach kurzer Krankheit an seinem asthmatischen Leiden. Er wurde auf dem Friedhof der Mariengemeinde in Göttingen bestattet.
Cohn hinterließ ein umfangreiches Schrifttum. 1858 erschien sein Werk Die Pegauer Annalen aus dem 12. und 13. Jahrhundert und 1871 die Stammtafeln zur Geschichte der deutschen Staaten und der Niederlande, eine zum großen Teil auf eigener Forschung beruhende Umarbeitung der Tafeln von Traugott Gotthelf Voigtel, deren Beendigung er aber nicht mehr erlebte. Er war Autor zahlreicher kleinerer Arbeiten so unter anderem der Wettinischen Studien, Piasten und Wettiner, Zur Geschichte der Grafen von Reinhausen und Winzenburg, Die Vorfahren des Hauses Reuß, Verwandtschaft der Staufer und Anhaltiner aber auch einer populären Geschichte über Kaiser Heinrich II., die 1867 veröffentlicht wurde. Cohn schrieb viele, mitunter sehr umfangreiche, Rezensionen und Anzeigen zu eigenen aber auch fremden Werken. Er war als Mitautor für die Historische Zeitschrift von Heinrich von Sybel und für den Göttinger Gelehrten Anzeiger tätig. 1861 gab Cohn zusammen mit Julius Otto Opel Der 30jährige Krieg. Eine Sammlung von Gedichten und Privatdarstellungen und ein Jahr später Ein deutscher Kaufmann aus dem 16. Jahrhundert. Hans Ulrich Kraft’s Denkwürdigkeiten heraus.

## Veröffentlichungen (Auswahl)

### Autor
- De rebus inter Henricum VI. et Henricum Leonem actis. (Dissertationsschrift) Breslau 1856.
- Die Pegauer Annalen aus dem zwölften und dreizehnten Jahrhundert. Mit Benutzung handschriftlicher Hülfsmittel kritisch untersucht. Altenburg 1858.
- Hat Kaiser Friedrich I. vor der Schlacht bei Legnano dem Herzog Heinrich dem Löwen sich zu Füssen geworfen? Göttingen 1863.
- Wettinische Studien. Beiträge zur Genealogie des sächsischen Fürstenthums. Nordhausen 1866.
- Kaiser Heinrich der Zweite. Halle 1867.
- Stift Quedlinburg und das Voigtland. Wernigerode 1870.

### Herausgeber
- Der Dreißigjährige Krieg. Eine Sammlung von historischen Gedichten und Prosadarstellungen. zusammen mit Julius Otto Opel, Halle 1861.
- Ein deutscher Kaufmann des sechszehnten Jahrhunderts. Hans Ulrich Kraffts Denkwürdigkeiten. Göttingen 1862.
- Stammtafeln zur Geschichte der europaeischen Staaten. Die Deutschen Staaten und die Niederlande. Braunschweig 1871.